# 卡洛维茨条约
卡洛维茨条约（Treaty of Karlowitz），也稱挽救歐洲的奧地利條約（The Austrian treaty that saved Europe），是奥斯曼土耳其帝国与欧洲各国之间，於1699年1月26日在時哈布斯堡君主國的軍政國境地帶中卡洛维茨（現塞爾維亞境內的斯雷姆斯基卡尔洛夫齐）签订的一份和平条约，為神聖同盟在森塔戰役擊敗奥斯曼後簽訂，其為1683～1699年大土耳其戰爭畫上句點。
此條約標誌歐洲史上的一個重要轉折點：鄂圖曼對大部分中歐控制權的終結，也是帝國第一次在歐洲的重大領土喪失，為其四個世紀以來領土擴張（1299～1683）的逆轉：
即使象徵鄂圖曼「終結的開始」，並被迫承認另一個「基督教國度」與高門享有對等地位，其往後仍維持兩個世紀的強大地位。條約也標誌哈布斯堡君主國確立在區域內的主導權威，為其崛起奠定基礎。
俄罗斯帝国没有签署该条约，而是与奥斯曼帝国单独签订了伊斯坦布尔条约。

## 文本及條款
鄂圖曼帝國與神聖同盟：一個由神聖羅馬帝國、波蘭立陶宛聯邦、威尼斯共和國、俄羅斯沙皇彼得大帝等組成的聯盟之間在進行長達兩個月的聯會之後 ，最終於1699年1月26日正式簽訂和約。
依據保持佔有（拉丁語：Uti possidetis）之原則，該條約確認了每個政治實體佔有領土的法理地位。由此，哈布斯堡從鄂圖曼那取得：埃格爾省、瓦拉德、布登的大部分地區、蒂米什瓦的北部，以及波斯尼亚部分區域。以上地方相對應匈牙利、克羅地亞與斯拉沃尼亞的大部分。特蘭西瓦尼亞公國維持名義上獨立，不過接受奧地利總督的直接管治。
波蘭立陶宛聯邦則收回波多利亚，包括卡缅涅茨-波多利斯基那完好的碉堡（儘管在1698年爭戰時未有奪回卡缅涅茨的碉堡 ）。因此，於27年前即1672年布恰奇條約所喪失的地區被其奪回。作為交換，波蘭立陶宛聯邦將佔領的摩爾多瓦諸要塞歸還鄂圖曼。條約在其部分，還確認有關俘虜的釋放，強制遷移摩爾多瓦的布達韃靼人並結束韃靼人襲擊，移交逃犯（哥薩克移送聯邦，摩爾多瓦人移送鄂圖曼帝國）以及終止聯邦的上貢付費。波蘭立陶宛由此不再會與鄂圖曼帝國發生軍事衝突。
威尼斯則獲得達爾馬提亞的大部分，以及摩里亞（希臘南部伯羅奔尼撒半島），儘管摩里亞在20年內通過帕萨罗维茨条约重歸予土耳其人。儘管在該條約範圍內作過討論，但各方對圣墓教堂未有達成共識。
鄂圖曼人則保住了贝尔格莱德、蒂米什瓦拉巴納特（現蒂米什瓦拉） ，和對瓦拉幾亞及摩爾達維亞的宗主地位。在卡洛維茨與俄羅斯沙皇國達成休戰協定下，再與對方談判多一年，直到1700年君士坦丁堡條約達成，蘇丹將亞速地區割讓給彼得大帝。 （但在1711年俄土战争战败再返还给土耳其人。）
為重新劃定奧地利和土耳其之間的新邊界，如某些部分直到1703年仍有爭議，而專設委員會處理。 在哈布斯堡專員路易吉·費迪南多·馬西利的大力謀劃下，到1700年代中期時，克羅地亞和比哈奇邊界的劃定達成一致，並於1701年初在蒂米什瓦拉劃定完成邊界線，促成了第一次由物理界碑劃分的邊界。
在卡洛维茨擴張60,000平方英里（160,000平方）的匈牙利領土，及18年後帕薩羅維茨條約取得蒂米什瓦拉巴納特，將哈布斯堡君主國擴大到其最大程度，同時讓奧地利大公國成為一個區域主導權威。

## 地圖及影像
- 1568—71年政治局勢的細分。所顯示的所有領土均為奧斯曼行政省或其附庸。
- 1683年的中歐，條約前：
  哈布斯堡主土
  哈布斯堡匈牙利
  哈布斯堡克羅地亞
  鄂圖曼帝國附庸國
  鄂圖曼帝國行省主土
- 1699年條約後政局：
  哈布斯堡邊區
  哈布斯堡斯拉沃尼亞
  哈布斯堡匈牙利
  鄂圖曼蒂米什瓦（英语：Temeşvar Eyalet）
  鄂圖曼斯梅代雷沃桑賈克
  瓦拉幾亞
- 1686年波蘭立陶宛聯邦領土範圍，條約前。
- 1699年波蘭立陶宛聯邦領土範圍, 條約後。留意鄂圖曼喪失地圖底部的領土。
- 和平小聖堂（英语：Chapel of Peace, Sremski Karlovci）, 當年條約談判地點。

## 備註
1. ↑  後其繼續參與1772年和1795年瓜分波蘭，1815年併吞達爾馬提亞，1908年兼併波斯尼亞和黑塞哥維那而有所一直繼續擴張版圖。

## 延伸閱讀
- Ćirković, Sima. . Malden: Blackwell Publishing. 2004. ISBN 9781405142915.
- Fodor, Pál; Dávid, Géza (编). . BRILL. 2000. ISBN 9004119078.
- Pešalj, Jovan. . . Berlin: LIT Verlag. 2010: 29–42. ISBN 9783643106117.

## 外部鏈接
- Treaty of Karlowitz （页面存档备份，存于）, 大英百科全書
- 條約的英文譯本